# 圣让德沃 (索恩-卢瓦尔省)
圣让德沃（法語：Saint-Jean-de-Vaux，法語發音：[sɛ̃ ʒɑ̃ də vo]）是法国索恩-卢瓦尔省的一个市镇，属于索恩河畔沙隆区。

## 地理
圣让德沃（46°48'30"N, 4°42'0"E）面积2.26 平方千米，位于法国勃艮第-弗朗什-孔泰大區索恩-卢瓦尔省，该省份为法国中部省份，北起顺时针与科多尔省、汝拉省、安省、罗讷省、卢瓦尔省、阿列省和涅夫勒省接壤。
与圣让德沃接壤的市镇（或旧市镇、城区）包括：圣马尔德沃、巴里泽、圣但尼德沃、圣马丹苏蒙泰居。

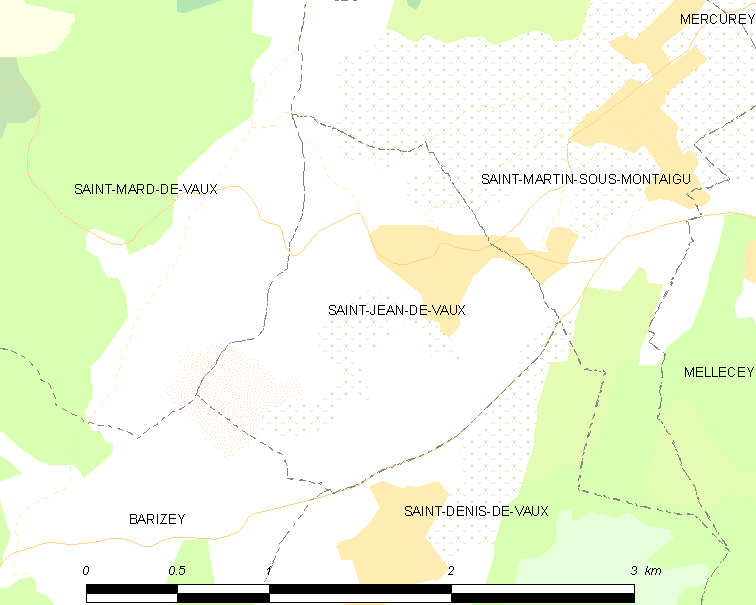
的OSM定位图

圣让德沃的时区为UTC+01:00、UTC+02:00（夏令时）。

## 行政
圣让德沃的邮政编码为71640，INSEE市镇编码为71430。

## 政治
圣让德沃所属的省级选区为日夫里县。

## 人口

1962-2008年间人口变化图示

圣让德沃于2022年1月1日时的人口数量为389人。